# Clasificación de FIBA África para la Copa Mundial de Baloncesto de 2023
La clasificación de FIBA África para la Copa Mundial de Baloncesto de Filipinas, Japón e Indonesia de 2023 fue el segundo torneo que determinó los clasificados por parte del continente africano a la Copa Mundial de 2023. La competición dio comienzo en noviembre de 2021 y culminó en febrero de 2023.

## Equipos participantes
Los 16 equipos elegidos para participar surgieron de distintos torneos regionales que los clasificaron al AfroBasket 2021.
| - Angola - Cabo Verde - Camerún - Costa de Marfil - Egipto - Guinea - Kenia - Malí | - Nigeria - República Centroafricana - República Democrática del Congo - Ruanda - Senegal - Sudán del Sur - Túnez - Uganda |

## Modo de disputa
Los 16 equipos participantes se dividen en cuatro grupos (A, B, C y D) de cuatro equipos cada uno. Dentro de su grupo los equipos se enfrentan dos veces, en dos distintos torneos en una sola sede establecida por la FIBA debido a la pandemia de COVID-19, en fechas estipuladas por la propia federación llamadas «ventanas». Cada ventana tiene un partido como local y un partido como visitante para cada seleccionado.
Los peores equipos de cada grupo deben revalidar su posición en la División A ante cuatro equipos de la División B.
Los mejores tres equipos de cada grupo avanzan de fase y se les reordena en dos grupos (E y F) de seis equipos. En estos nuevos grupos juegan contra los tres rivales a los que no se han enfrentado previamente en tres ventanas más. Los dos mejores de cada grupo y el mejor tercero acceden a la Copa Mundial de la FIBA. Los siete equipos eliminados mantienen su condición de selección de División A.

### Calendario
Como han determinado desde FIBA, el nuevo torneo se disputa mediante «ventanas» en las cuales los seleccionados se enfrentan entre ellos y las competencias domésticas no se disputan, con el fin que los diferentes participantes puedan contar con todos los jugadores que deseen.
Ventanas
| - 26 al 28 de noviembre de 2021 - 25 al 27 de febrero de 2022 - 1 al 3 de julio de 2022 | - 26 al 28 de agosto de 2022 - 24 al 26 de febrero de 2023 |

### Sorteo
Los 16 participantes se dividieron según su posición en la clasificación de FIBA y según criterios geográficos. Se armaron 6 bombos, 4 con dos equipos y 2 con 4 equipos cada uno. El sorteo fue el 31 de agosto de 2021, en Mies, Suiza.
| Bombo 1 - Nigeria - Túnez | Bombo 2 - Angola - Senegal | Bombo 3 - Costa de Marfil - Egipto | Bombo 4 - Camerún - Malí | Bombo 5 - República Centroafricana - República Democrática del Congo - Uganda - Sudán del Sur | Bombo 6 - Ruanda - Cabo Verde - Kenia - Guinea |

Los integrantes de los bombos 1 y 4 quedan sorteados en los grupos A y B de la clasificación. Los integrantes de los bombos 2 y 3 quedan sorteados en los grupos C y D. Los integrantes de los bombos 5 y 6 se sortean en todos los grupos.
| Grupo A 1. Nigeria 2. Malí 3. Uganda 4. Cabo Verde | Grupo B 1. Túnez 2. Camerún 3. Sudán del Sur 4. Ruanda | Grupo C 1. Angola 2. Costa de Marfil 3. República Centroafricana 4. Guinea | Grupo D 1. Senegal 2. Egipto 3. República Democrática del Congo 4. Kenia |

## Primera fase
Debido a la pandemia de COVID-19, la ventana de noviembre se jugó en una sola sede. Lo mismo se aplicó para las ventanas de febrero y de julio.
Todos los horarios son de la localidad en cuestión.

### Grupo A
| Pos. | Equipo     | PJ | G | P | PF  | PC  | DP  | Pts | Clasificación           |
| ---- | ---------- | -- | - | - | --- | --- | --- | --- | ----------------------- |
| 1    | Cabo Verde | 4  | 3 | 1 | 319 | 296 | +23 | 7   | Segunda ronda (Grupo E) |
| 2    | Nigeria    | 4  | 2 | 2 | 327 | 299 | +28 | 6   | Segunda ronda (Grupo E) |
| 3    | Uganda     | 4  | 1 | 3 | 296 | 347 | −51 | 5   | Segunda ronda (Grupo E) |
| 4    | Malí       | 0  | 0 | 0 | 0   | 0   | 0   | 0   | Descalificada           |

 Fuente: FIBA
Notas:
1. ↑  La selección de Malí no se presentó a los partidos de la ventana de julio de 2022, a modo de protesta por no recibir bonos y sus pagos prometidos. Por esta razón fue descalificada de la competencia y todos sus resultados anteriores fueron anulados.[7]

Primera ventana
| 26 de noviembre de 2021 | Cabo Verde                                               | 79–71                                 | Nigeria                                                             | Benguela, Angola                                                                                |  |
| 11:00 (UTC+1)           | Parciales: 18–20, 16–15, 17–20, 28–16                    | Parciales: 18–20, 16–15, 17–20, 28–16 | Parciales: 18–20, 16–15, 17–20, 28–16                               |                                                                                                 |  |
|                         | Estadísticas A. Correia 15 Tres jugadores 7 A. Correia 4 | Reporte Pts Reb Asts                  | Estadísticas 13 I. Diogu, K. Omoerah 8 I. Diogu, B. Uzoh 11 B. Uzoh | Pabellón: Pavilhão Multiusos Acácias Rubras Árbitros: Hassane Kamaté Wael Mostafa Babacar Gueye |  |

| 27 de noviembre de 2021 | Uganda                                                        | 77–74                                 | Cabo Verde                                                    | Benguela, Angola                                                                                 |  |
| 20:00 (UTC+1)           | Parciales: 12–14, 19–18, 27–27, 19–15                         | Parciales: 12–14, 19–18, 27–27, 19–15 | Parciales: 12–14, 19–18, 27–27, 19–15                         |                                                                                                  |  |
|                         | Estadísticas B. Davies 27 B. Davies 10 T. Drileba, R. Opong 4 | Reporte Pts Reb Asts                  | Estadísticas 15 J. Xavier 8 I. Almeida, K. Gomes 4 I. Almeida | Pabellón: Pavilhão Multiusos Acácias Rubras Árbitros: Hassane Kamaté Amr Aboollo Cherubin Leslie |  |

| 28 de noviembre de 2021 | Uganda                                                     | 69–95                                | Nigeria                                        | Benguela, Angola                                                                                    |  |
| 20:00 (UTC+1)           | Parciales: 18–25, 19–28, 8–14, 24–28                       | Parciales: 18–25, 19–28, 8–14, 24–28 | Parciales: 18–25, 19–28, 8–14, 24–28           | |  |
|                         | Estadísticas B. Davies 22 R. Opong 9 J. Okello, R. Opong 4 | Reporte Pts Reb Asts                 | Estadísticas 27 I. Diogu 10 I. Diogu 8 B. Uzoh | Pabellón: Pavilhão Multiusos Acácias Rubras Árbitros: António Bernardo Hassane Kamaté Babacar Gueye |  |

Tercera ventana
| 1 de julio de 2022 | Nigeria                                                           | 70–79                                 | Cabo Verde                                                        | Kigali, Ruanda                                                              |  |
| 12:00 (UTC+2)      | Parciales: 15–14, 11–25, 21–17, 23–23                             | Parciales: 15–14, 11–25, 21–17, 23–23 | Parciales: 15–14, 11–25, 21–17, 23–23                             |                                                                             |  |
|                    | Estadísticas C. Mekowulu, I. Ndugba 13 C. Mekowulu 13 I. Ndugba 8 | Reporte Pts Reb Asts                  | Estadísticas 15 E. Tavares 13 I. Almeida, E. Tavares 7 I. Almeida | Pabellón: BK Arena Árbitros: Rédouane Darif Harouna Maïga Silver Houngbédji |  |

| 2 de julio de 2022 | Cabo Verde                                             | 87–78                                | Uganda                                                            | Kigali, Ruanda                                                          |  |
| 15:00 (UTC+2)      | Parciales: 25–23, 19–20, 18–9, 25–26                   | Parciales: 25–23, 19–20, 18–9, 25–26 | Parciales: 25–23, 19–20, 18–9, 25–26                              |                                                                         |  |
|                    | Estadísticas W. Tavares 22 I. Almeida 11 F. Mendonça 6 | Reporte Pts Reb Asts                 | Estadísticas 21 I. Wainright 5 A. Kaluma, R. Opong 5 E. Trinquier | Pabellón: BK Arena Árbitros: Rédouane Darif Saber Rezgui Jules Djopwouo |  |

| 3 de julio de 2022 | Nigeria                                         | 91–72                                 | Uganda                                                   | Kigali, Ruanda                                                         |  |
| 15:00 (UTC+2)      | Parciales: 20–13, 29–18, 24–24, 18–17           | Parciales: 20–13, 29–18, 24–24, 18–17 | Parciales: 20–13, 29–18, 24–24, 18–17                    |                                                                        |  |
|                    | Estadísticas C. Metu 25 C. Metu 10 U. Iroegbu 8 | Reporte Pts Reb Asts                  | Estadísticas 27 A. Kaluma 13 I. Wainright 6 I. Wainright | Pabellón: BK Arena Árbitros: Harouna Maïga Rédouane Darif Erick Otieno |  |

### Grupo B
| Pos. | Equipo        | PJ | G | P | PF  | PC  | DP  | Pts | Clasificación           |
| ---- | ------------- | -- | - | - | --- | --- | --- | --- | ----------------------- |
| 1    | Sudán del Sur | 6  | 6 | 0 | 429 | 368 | +61 | 12  | Segunda ronda (Grupo F) |
| 2    | Túnez         | 6  | 4 | 2 | 386 | 369 | +17 | 10  | Segunda ronda (Grupo F) |
| 3    | Camerún       | 6  | 1 | 5 | 338 | 365 | −27 | 7   | Segunda ronda (Grupo F) |
| 4    | Ruanda        | 6  | 1 | 5 | 340 | 391 | −51 | 7   |                         |

 Fuente: FIBA
Notas:
1. 1 2  Camerún 109–104 Ruanda

Segunda ventana
| 25 de febrero de 2022 | Sudán del Sur                                   | 68–56                                | Ruanda                                               | Dakar, Senegal                                                               |  |
| 12:00 (UTC±0)         | Parciales: 18–23, 11–8, 23–13, 16–12            | Parciales: 18–23, 11–8, 23–13, 16–12 | Parciales: 18–23, 11–8, 23–13, 16–12                 |                                                                              |  |
|                       | Estadísticas K. Kuany 18 D. Acouth 7 J. Makoi 4 | Reporte Pts Reb Asts                 | Estadísticas 12 D. Ndizeye 7 N. Habimana 5 K. Gasana | Pabellón: Dakar Arena Árbitros: Tonton Banza Babacar Gueye Silver Houngbédji |  |

| 25 de febrero de 2022 | Camerún                                                       | 51–55                                | Túnez                                                 | Dakar, Senegal                                                               |  |
| 21:00 (UTC±0)         | Parciales: 13–18, 15–16, 12–6, 11–15                          | Parciales: 13–18, 15–16, 12–6, 11–15 | Parciales: 13–18, 15–16, 12–6, 11–15                  |                                                                              |  |
|                       | Estadísticas B. Mbala 12 R. Moute a Bidias 8 Tres jugadores 2 | Reporte Pts Reb Asts                 | Estadísticas 25 O. Abada 9 M. Ben Romdhane 2 O. Abada | Pabellón: Dakar Arena Árbitros: Wael Mostafa Harouna Maïga Sara El-Sharnouby |  |

| 26 de febrero de 2022 | Túnez                                                               | 64–72                                 | Sudán del Sur                                  | Dakar, Senegal                                                               |  |
| 15:00 (UTC±0)         | Parciales: 17–21, 18–20, 18–20, 11–11                               | Parciales: 17–21, 18–20, 18–20, 11–11 | Parciales: 17–21, 18–20, 18–20, 11–11          |                                                                              |  |
|                       | Estadísticas O. Abada, Z. Chennoufi 13 M. Ben Romdhane 8 O. Abada 6 | Reporte Pts Reb Asts                  | Estadísticas 20 N. Omot 7 D. Acouth 6 A. Makoi | Pabellón: Dakar Arena Árbitros: Tonton Banza Harouna Maïga Silver Houngbédji |  |

| 26 de febrero de 2022 | Ruanda                                                  | 45–57                               | Camerún                                                      | Dakar, Senegal                                                               |  |
| 21:00 (UTC±0)         | Parciales: 12–9, 8–11, 12–11, 13–26                     | Parciales: 12–9, 8–11, 12–11, 13–26 | Parciales: 12–9, 8–11, 12–11, 13–26                          |                                                                              |  |
|                       | Estadísticas D. Ndizeye 12 K. Gray 9 Cuatro jugadores 1 | Reporte Pts Reb Asts                | Estadísticas 16 A. Adala 8 J. Bayehe 3 S. Gbetkom, G. Pitard | Pabellón: Dakar Arena Árbitros: Kingsley Ojeaburu Wael Mostafa Babacar Gueye |  |

| 27 de febrero de 2022 | Sudán del Sur                                           | 74–68                                 | Camerún                                                      | Dakar, Senegal                                                               |  |
| 15:00 (UTC±0)         | Parciales: 24–16, 24–18, 13–14, 13–20                   | Parciales: 24–16, 24–18, 13–14, 13–20 | Parciales: 24–16, 24–18, 13–14, 13–20                        |                                                                              |  |
|                       | Estadísticas J. Makoi 25 J. Makoi, N. Omot 7 J. Makoi 3 | Reporte Pts Reb Asts                  | Estadísticas 21 J. Bayehe 7 P. Aboua 3 J. Nzeulie, A. Mouaha | Pabellón: Dakar Arena Árbitros: Babacar Gueye Wael Mostafa Sofiane Si Youcef |  |

| 27 de febrero de 2022 | Túnez                                                       | 65–51                                | Ruanda                                                | Dakar, Senegal                                                               |  |
| 21:00 (UTC±0)         | Parciales: 22–16, 16–9, 16–10, 11–16                        | Parciales: 22–16, 16–9, 16–10, 11–16 | Parciales: 22–16, 16–9, 16–10, 11–16                  |                                                                              |  |
|                       | Estadísticas M. Ben Romdhane 20 H. Saada 10 M. El Mabrouk 4 | Reporte Pts Reb Asts                 | Estadísticas 10 K. Gasana 6 N. Habimana 2 N. Habimana | Pabellón: Dakar Arena Árbitros: Tonton Banza Sara El-Sharnouby Claudio Eiuba |  |

Tercera ventana
| 1 de julio de 2022 | Ruanda                                             | 63–73                                 | Sudán del Sur                                  | Kigali                                                                         |  |
| 18:00 (UTC+2)      | Parciales: 13–22, 12–20, 23–10, 15–21              | Parciales: 13–22, 12–20, 23–10, 15–21 | Parciales: 13–22, 12–20, 23–10, 15–21          |                                                                                |  |
|                    | Estadísticas A. Mpoyo 15 W. Robeyns 8 W. Robeyns 3 | Reporte Pts Reb Asts                  | Estadísticas 16 B. Kuol 15 D. Acouth 8 S. Dech | Pabellón: BK Arena Árbitros: Hassane Kamaté Kingsley Ojeaburu Samuel Shofoluwe |  |

| 1 de julio de 2022 | Túnez                                                     | 65–54                                | Camerún                                                     | Kigali, Ruanda                                                               |  |
| 21:00 (UTC+2)      | Parciales: 20–15, 17–15, 15–15, 13–9                      | Parciales: 20–15, 17–15, 15–15, 13–9 | Parciales: 20–15, 17–15, 15–15, 13–9                        |                                                                              |  |
|                    | Estadísticas O. Abada, R. Slimane 11 S. Mejri 9 M. Roll 6 | Reporte Pts Reb Asts                 | Estadísticas 12 B. Mbala 6 P. Bayehe 3 S. Gbetkom, B. Mbala | Pabellón: BK Arena Árbitros: Youssouf Maiga Diallo Mahamadou Walelign Gebeto |  |

| 2 de julio de 2022 | Camerún                                          | 52–59                               | Ruanda                                                     | Kigali                                                                       |  |
| 18:00 (UTC+2)      | Parciales: 7–19, 8–15, 20–14, 17–11              | Parciales: 7–19, 8–15, 20–14, 17–11 | Parciales: 7–19, 8–15, 20–14, 17–11                        |                                                                              |  |
|                    | Estadísticas F. Ateba 19 P. Bayehe 7 W. Narace 4 | Reporte Pts Reb Asts                | Estadísticas 13 W. Robeyns 6 K. Gray, A. Mpoyo 5 K. Gasana | Pabellón: BK Arena Árbitros: Hassane Kamaté Youssouf Maiga Silver Houngbédji |  |

| 2 de julio de 2022 | Sudán del Sur                                  | 75–61                                 | Túnez                                                | Kigali, Ruanda                                                                   |  |
| 21:00 (UTC+2)      | Parciales: 14–20, 17–13, 24–15, 20–13          | Parciales: 14–20, 17–13, 24–15, 20–13 | Parciales: 14–20, 17–13, 24–15, 20–13                |                                                                                  |  |
|                    | Estadísticas N. Omot 16 D. Acouth 11 S. Dech 8 | Reporte Pts Reb Asts                  | Estadísticas 21 M. Roll 9 S. Mejri 3 M. Ben Romdhane | Pabellón: BK Arena Árbitros: Kingsley Ojeaburu Diallo Mahamadou Samuel Shofoluwe |  |

| 3 de julio de 2022 | Ruanda                                                                                        | 66–76                                 | Túnez                                                         | Kigali                                                                          |  |
| 18:00 (UTC+2)      | Parciales: 11–16, 18–23, 15–22, 22–15                                                         | Parciales: 11–16, 18–23, 15–22, 22–15 | Parciales: 11–16, 18–23, 15–22, 22–15                         |                                                                                 |  |
|                    | Estadísticas N. Habimana 14 A. Mpoyo, W. Nshobozwabyosenumukiza 5 W. Nshobozwabyosenumukiza 4 | Reporte Pts Reb Asts                  | Estadísticas 16 S. Mejri, M. Roll 10 S. Mejri 6 M. El Mabrouk | Pabellón: BK Arena Árbitros: Diallo Mahamadou Walelign Gebeto Kingsley Ojeaburu |  |

| 3 de julio de 2022 | Camerún                                                     | 55–67                                | Sudán del Sur                                         | Kigali, Ruanda                                                              |  |
| 21:00 (UTC+2)      | Parciales: 9–18, 15–16, 22–20, 10-13                        | Parciales: 9–18, 15–16, 22–20, 10-13 | Parciales: 9–18, 15–16, 22–20, 10-13                  |                                                                             |  |
|                    | Estadísticas A. Adala 12 P. Aboua, W. Narace 8 C. Minlend 3 | Reporte Pts Reb Asts                 | Estadísticas 17 B. Kuol, N. Omot 9 K. Kuany 4 P. Wang | Pabellón: BK Arena Árbitros: Hassane Kamaté Youssouf Maiga Samuel Shofoluwe |  |

### Grupo C
| Pos. | Equipo                   | PJ | G | P | PF  | PC  | DP  | Pts | Clasificación           |
| ---- | ------------------------ | -- | - | - | --- | --- | --- | --- | ----------------------- |
| 1    | Costa de Marfil          | 6  | 6 | 0 | 442 | 381 | +61 | 12  | Segunda ronda (Grupo E) |
| 2    | Angola                   | 6  | 4 | 2 | 443 | 364 | +79 | 10  | Segunda ronda (Grupo E) |
| 3    | Guinea                   | 6  | 1 | 5 | 381 | 437 | −56 | 7   | Segunda ronda (Grupo E) |
| 4    | República Centroafricana | 6  | 1 | 5 | 367 | 451 | −84 | 7   |                         |

 Fuente: FIBA
Notas:
1. 1 2  Guinea 132–132 República Centroafricana

Primera ventana
| 26 de noviembre de 2021 | Guinea                                           | 76–71                                 | República Centroafricana                                | Benguela, Angola                                                                                      |  |
| 14:00 (UTC+1)           | Parciales: 16–14, 11–16, 28–22, 21–19            | Parciales: 16–14, 11–16, 28–22, 21–19 | Parciales: 16–14, 11–16, 28–22, 21–19                   | |  |
|                         | Estadísticas M. Queta 22 M. Queta 13 S. Evans 10 | Reporte Pts Reb Asts                  | Estadísticas 26 E. Ganapamo 12 A. Dokossi 4 M. Kouguere | Pabellón: Pavilhão Multiusos Acácias Rubras Árbitros: Kingsley Ojeaburu Arnold Moseya Walelign Gebeto |  |

| 26 de noviembre de 2021 | Costa de Marfil                                             | 57–56                               | Angola                                            | Benguela                                                                                       |  |
| 17:00 (UTC+1)           | Parciales: 7–20, 13–9, 22–10, 15–17                         | Parciales: 7–20, 13–9, 22–10, 15–17 | Parciales: 7–20, 13–9, 22–10, 15–17               |                                                                                                |  |
|                         | Estadísticas M. Dadiet, S. Diabate 15 C. Bah 7 S. Diabate 6 | Reporte Pts Reb Asts                | Estadísticas 9 A. Gakou 11 J. Bango 5 G. Domingos | Pabellón: Pavilhão Multiusos Acácias Rubras Árbitros: Cherubin Leslie Tonton Banza Amr Aboollo |  |

| 27 de noviembre de 2021 | República Centroafricana                                   | 64–92                                 | Costa de Marfil                                                 | Benguela, Angola                                                                                  |  |
| 11:00 (UTC+1)           | Parciales: 12–25, 14–22, 16–23, 22–22                      | Parciales: 12–25, 14–22, 16–23, 22–22 | Parciales: 12–25, 14–22, 16–23, 22–22                           |                                                                                                   |  |
|                         | Estadísticas J. Grebongo 17 A. Dokossi 10 Tres jugadores 2 | Reporte Pts Reb Asts                  | Estadísticas 20 A. Moulare 7 B. Coulibaly, A. Moulare 4 J. Kebe | Pabellón: Pavilhão Multiusos Acácias Rubras Árbitros: Wael Mostafa Arnold Moseya Diallo Mahamadou |  |

| 27 de noviembre de 2021 | Angola                                                                   | 75–59                                 | Guinea                                         | Benguela                                                                                                |  |
| 17:00 (UTC+1)           | Parciales: 23–15, 17–19, 18–12, 17–13                                    | Parciales: 23–15, 17–19, 18–12, 17–13 | Parciales: 23–15, 17–19, 18–12, 17–13          | |  |
|                         | Estadísticas I. Manuel 18 J. Bango, A. Gakou 10 G. Domingos, C. Dundão 4 | Reporte Pts Reb Asts                  | Estadísticas 22 S. Evans 7 D. Conde 3 S. Evans | Pabellón: Pavilhão Multiusos Acácias Rubras Árbitros: Kingsley Ojeaburu Walelign Gebeto Jean Ruhamiriza |  |

| 28 de noviembre de 2021 | Costa de Marfil                                         | 80–69                                 | Guinea                                          | Benguela, Angola                                                                                 |  |
| 11:00 (UTC+1)           | Parciales: 16–21, 23–10, 21–17, 20–21                   | Parciales: 16–21, 23–10, 21–17, 20–21 | Parciales: 16–21, 23–10, 21–17, 20–21           |                                                                                                  |  |
|                         | Estadísticas V. Fofana 16 Tres jugadores 7 S. Diabate 8 | Reporte Pts Reb Asts                  | Estadísticas 19 M. Queta 8 M. Queta 10 S. Evans | Pabellón: Pavilhão Multiusos Acácias Rubras Árbitros: Amr Aboollo Arnaud Kom Njilo Arnold Moseya |  |

| 28 de noviembre de 2021 | República Centroafricana                                              | 48–78                                | Angola                                                       | Benguela                                                                                            |  |
| 17:00 (UTC+1)           | Parciales: 11–20, 3–10, 19–17, 15–31                                  | Parciales: 11–20, 3–10, 19–17, 15–31 | Parciales: 11–20, 3–10, 19–17, 15–31                         | |  |
|                         | Estadísticas E. Ngoy 15 J. Djimrabaye, M. Kouguere 9 Seis jugadores 1 | Reporte Pts Reb Asts                 | Estadísticas 18 C. Dundão 7 J. Bango, A. Gakou 6 G. Domingos | Pabellón: Pavilhão Multiusos Acácias Rubras Árbitros: Wael Mostafa Walelign Gebeto Diallo Mahamadou |  |

Tercera ventana
| 1 de julio de 2022 | República Centroafricana                                              | 61–56                                | Guinea                                             | Abiyán, Costa de Marfil                                                                                   |  |
| 16:00 (UTC±0)      | Parciales: 13–10, 15–14, 25–10, 8–22                                  | Parciales: 13–10, 15–14, 25–10, 8–22 | Parciales: 13–10, 15–14, 25–10, 8–22               | |  |
|                    | Estadísticas J. Djimrabaye 15 M. Kouguere 10 M. Kouguere, Y. Zachée 4 | Reporte Pts Reb Asts                 | Estadísticas 12 A. Sy 12 A. Sy 3 C. Condé, A. Kaba | Pabellón: Palacio de los Deportes de Treichville Árbitros: Jean Ruhamiriza Babacar Gueye Arnaud Kom Njilo |  |

| 1 de julio de 2022 | Angola                                            | 73–75                                 | Costa de Marfil                                         | Abiyán                                                                                           |  |
| 19:00 (UTC±0)      | Parciales: 11–13, 25–23, 20–27, 17–12             | Parciales: 11–13, 25–23, 20–27, 17–12 | Parciales: 11–13, 25–23, 20–27, 17–12                   |                                                                                                  |  |
|                    | Estadísticas C. Dundão 20 J. Bango 11 C. Dundão 4 | Reporte Pts Reb Asts                  | Estadísticas 25 A. Moulare 6 C. Bah, G. Edi 4 V. Fofana | Pabellón: Palacio de los Deportes de Treichville Árbitros: Tonton Banza Wael Mostafa Didier Gaga |  |

| 2 de julio de 2022 | Guinea                                  | 65–85                                 | Angola                                             | Abiyán, Costa de Marfil                                                                        |  |
| 16:00 (UTC±0)      | Parciales: 15–22, 14–18, 16–27, 20–18   | Parciales: 15–22, 14–18, 16–27, 20–18 | Parciales: 15–22, 14–18, 16–27, 20–18              |                                                                                                |  |
|                    | Estadísticas A. Kaba 13 A. Sy 9 A. Sy 5 | Reporte Pts Reb Asts                  | Estadísticas 19 A. Monteiro 7 J. Bango 7 C. Dundão | Pabellón: Palacio de los Deportes de Treichville Árbitros: Tonton Banza Guy Sani Babacar Gueye |  |

| 2 de julio de 2022 | Costa de Marfil                                        | 73–63                                 | República Centroafricana                                  | Abiyán                                                                                              |  |
| 19:00 (UTC±0)      | Parciales: 16–19, 14–16, 24–11, 19–17                  | Parciales: 16–19, 14–16, 24–11, 19–17 | Parciales: 16–19, 14–16, 24–11, 19–17                     | |  |
|                    | Estadísticas M. Dadiet 19 M. Costello 10 M. Costello 5 | Reporte Pts Reb Asts                  | Estadísticas 17 J. Grebongo 9 J. Djimrabaye 4 M. Kouguere | Pabellón: Palacio de los Deportes de Treichville Árbitros: Wael Mostafa Didier Gaga Jean Ruhamiriza |  |

| 3 de julio de 2022 | Angola                                                | 76–60                                 | República Centroafricana                                 | Abiyán, Costa de Marfil                                                                        |  |
| 16:00 (UTC±0)      | Parciales: 22–23, 19–15, 15–10, 20–12                 | Parciales: 22–23, 19–15, 15–10, 20–12 | Parciales: 22–23, 19–15, 15–10, 20–12                    |                                                                                                |  |
|                    | Estadísticas G. Gonçalves 15 J. Bango 8 G. Domingos 5 | Reporte Pts Reb Asts                  | Estadísticas 20 J. Djimrabaye 10 T. Darlan 4 M. Kouguere | Pabellón: Palacio de los Deportes de Treichville Árbitros: Wael Mostafa Babacar Gueye Guy Sani |  |

| 3 de julio de 2022 | Guinea                                                       | 56–65                                | Costa de Marfil                                       | Abiyán                                                                                              |  |
| 19:00 (UTC±0)      | Parciales: 19–20, 9–19, 18–14, 10–12                         | Parciales: 19–20, 9–19, 18–14, 10–12 | Parciales: 19–20, 9–19, 18–14, 10–12                  | |  |
|                    | Estadísticas A. Kaba, A. Sy 10 C. Condé 10 O. Dramé, A. Sy 3 | Reporte Pts Reb Asts                 | Estadísticas 12 M. Costello 9 M. Costello 5 M. Dadiet | Pabellón: Palacio de los Deportes de Treichville Árbitros: Tonton Banza Jean Ruhamiriza Didier Gaga |  |

### Grupo D
| Pos. | Equipo                          | PJ | G | P | PF  | PC  | DP   | Pts | Clasificación           |
| ---- | ------------------------------- | -- | - | - | --- | --- | ---- | --- | ----------------------- |
| 1    | Egipto                          | 6  | 5 | 1 | 452 | 311 | +141 | 11  | Segunda ronda (Grupo F) |
| 2    | República Democrática del Congo | 6  | 4 | 2 | 323 | 315 | +8   | 10  | Segunda ronda (Grupo F) |
| 3    | Senegal                         | 6  | 3 | 3 | 421 | 376 | +45  | 9   | Segunda ronda (Grupo F) |
| 4    | Kenia                           | 6  | 0 | 6 | 255 | 449 | −194 | 5   |                         |

 Fuente: FIBA
Notas:
1. ↑  Como la selección de Kenia no se presentó a un partido, se le descontó un punto.

Segunda ventana
| 25 de febrero de 2022 | Kenia                                                 | 56–66                                | República Democrática del Congo                               | Dakar, Senegal                                                                |  |
| 15:00 (UTC±0)         | Parciales: 17–18, 9–16, 11–13, 19–19                  | Parciales: 17–18, 9–16, 11–13, 19–19 | Parciales: 17–18, 9–16, 11–13, 19–19                          |                                                                               |  |
|                       | Estadísticas G. Ligare 12 J. Awich 9 Tres jugadores 2 | Reporte Pts Reb Asts                 | Estadísticas 11 H. Pwono, J. Sakho 11 S. Munanga 5 M. Mutuale | Pabellón: Dakar Arena Árbitros: Sofiane Si Youcef Amir Taboubi Rédouane Darif |  |

| 25 de febrero de 2022 | Senegal                                             | 75–57                                 | Egipto                                             | Dakar                                                                      |  |
| 18:00 (UTC±0)         | Parciales: 16–11, 21–15, 14–17, 24–14               | Parciales: 16–11, 21–15, 14–17, 24–14 | Parciales: 16–11, 21–15, 14–17, 24–14              |                                                                            |  |
|                       | Estadísticas C. B. Diallo 18 Y. Ndoye 20 B. Badio 7 | Reporte Pts Reb Asts                  | Estadísticas 18 A. Mahmoud 9 A. Mahmoud 4 E. Saleh | Pabellón: Dakar Arena Árbitros: Kingsley Ojeaburu Jean Ruhamiriza Guy Sani |  |

| 26 de febrero de 2022 | Egipto                                              | 105–51                               | Kenia                                                                | Dakar, Senegal                                                       |  |
| 12:00 (UTC±0)         | Parciales: 25–9, 21–12, 31–13, 28–17                | Parciales: 25–9, 21–12, 31–13, 28–17 | Parciales: 25–9, 21–12, 31–13, 28–17                                 |                                                                      |  |
|                       | Estadísticas Y. Shehata 17 A. Khalaf 8 Y. Shehata 5 | Reporte Pts Reb Asts                 | Estadísticas 24 V. Nyakinda 4 Tres jugadores 2 G. Ligare, O. Koranga | Pabellón: Dakar Arena Árbitros: Guy Sani Amir Taboubi Rédouane Darif |  |

| 26 de febrero de 2022 | República Democrática del Congo                  | 62–57                                 | Senegal                                                   | Dakar                                                                           |  |
| 18:00 (UTC±0)         | Parciales: 23–15, 12–14, 11–15, 16–13            | Parciales: 23–15, 12–14, 11–15, 16–13 | Parciales: 23–15, 12–14, 11–15, 16–13                     |                                                                                 |  |
|                       | Estadísticas H. Pwono 14 H. Pwono 6 M. Mutuale 6 | Reporte Pts Reb Asts                  | Estadísticas 11 M. Ndiaye, B. Touré 8 B. Touré 7 B. Badio | Pabellón: Dakar Arena Árbitros: Sofiane Si Youcef Jean Ruhamiriza Claudio Eiuba |  |

| 27 de febrero de 2022 | Egipto                                              | 62–51                               | República Democrática del Congo                            | Dakar, Senegal                                                                    |  |
| 12:00 (UTC±0)         | Parciales: 13–15, 17–9, 14–9, 18–18                 | Parciales: 13–15, 17–9, 14–9, 18–18 | Parciales: 13–15, 17–9, 14–9, 18–18                        |                                                                                   |  |
|                       | Estadísticas A. Mahmoud 16 K. Mostafa 12 E. Saleh 5 | Reporte Pts Reb Asts                | Estadísticas 16 H. Pwono 8 H. Pwono, J. Sakho 7 M. Mutuale | Pabellón: Dakar Arena Árbitros: Kingsley Ojeaburu Silver Houngbédji Harouna Maïga |  |

| 27 de febrero de 2022 | Kenia                                             | 55–100                                | Senegal                                                    | Dakar                                                                   |  |
| 18:00 (UTC±0)         | Parciales: 10–28, 19–25, 13–21, 13–26             | Parciales: 10–28, 19–25, 13–21, 13–26 | Parciales: 10–28, 19–25, 13–21, 13–26                      |                                                                         |  |
|                       | Estadísticas P. Bungei 19 G. Ligare 7 G. Ligare 4 | Reporte Pts Reb Asts                  | Estadísticas 21 Y. Ndoye 11 Y. Ndoye 4 B. Badio, M. Ndiaye | Pabellón: Dakar Arena Árbitros: Jean Ruhamiriza Rédouane Darif Guy Sani |  |

Tercera ventana
| 1 de julio de 2022 | República Democrática del Congo | 20–0    | Kenia | Alejandría, Egipto                 |  |
|                    |                                 |         |       |                                    |  |
|                    |                                 | Reporte |       | Pabellón: Borg Al Arab Sports Hall |  |

| 1 de julio de 2022 | Egipto                                                  | 76–43                                | Senegal                                             | Alejandría                                                                               |  |
| 20:00 (UTC+2)      | Parciales: 23–10, 15–15, 21–10, 17–8                    | Parciales: 23–10, 15–15, 21–10, 17–8 | Parciales: 23–10, 15–15, 21–10, 17–8                |                                                                                          |  |
|                    | Estadísticas E. Amin 22 A. Marei 9 O. Farag, A. Marei 4 | Reporte Pts Reb Asts                 | Estadísticas 13 G. Dieng 10 G. Dieng 2 C. B. Diallo | Pabellón: Borg Al Arab Sports Hall Árbitros: Cherubin Leslie Yann Davidson Claudio Eiuba |  |

| 2 de julio de 2022 | Kenia                                                   | 39–72                              | Egipto                                               | Alejandría                                                                                 |  |
| 20:00 (UTC+2)      | Parciales: 8–17, 9–29, 14–15, 8–11                      | Parciales: 8–17, 9–29, 14–15, 8–11 | Parciales: 8–17, 9–29, 14–15, 8–11                   |                                                                                            |  |
|                    | Estadísticas K. Wachira 11 J. Awich 10 Tres jugadores 1 | Reporte Pts Reb Asts               | Estadísticas 10 Y. Aboushousha 8 A. Marei 6 A. Gendy | Pabellón: Borg Al Arab Sports Hall Árbitros: Opeyemi Ogunleye Claudio Eiuba Haytham Ihaqaf |  |

| 2 de julio de 2022 | Senegal                                         | 60–72                                 | República Democrática del Congo                     | Alejandría, Egipto                                                                         |  |
| 22:30 (UTC+2)      | Parciales: 11–17, 14–10, 11–22, 24–23           | Parciales: 11–17, 14–10, 11–22, 24–23 | Parciales: 11–17, 14–10, 11–22, 24–23               |                                                                                            |  |
|                    | Estadísticas G. Dieng 16 G. Dieng 7 J. Boissy 4 | Reporte Pts Reb Asts                  | Estadísticas 19 C. Lutete 8 S. Munanga 4 M. Mutuale | Pabellón: Borg Al Arab Sports Hall Árbitros: Yann Davidson Cherubin Leslie Kouakou Niamien |  |

| 3 de julio de 2022 | República Democrática del Congo                        | 52–80                                | Egipto                                           | Alejandría                                                                                 |  |
| 20:00 (UTC+2)      | Parciales: 16–23, 14–29, 9–11, 13–17                   | Parciales: 16–23, 14–29, 9–11, 13–17 | Parciales: 16–23, 14–29, 9–11, 13–17             |                                                                                            |  |
|                    | Estadísticas J. Kasibabu 10 J. Kasibabu 7 M. Kabongo 2 | Reporte Pts Reb Asts                 | Estadísticas 17 E. Saleh 6 A. Mahmoud 3 E. Saleh | Pabellón: Borg Al Arab Sports Hall Árbitros: Kouakou Niamien Cherubin Leslie Yann Davidson |  |

| 3 de julio de 2022 | Senegal                                           | 86–54                                 | Kenia                                                  | Alejandría, Egipto                                                                         |  |
| 21:00 (UTC+2)      | Parciales: 20–19, 20–12, 24–12, 22-11             | Parciales: 20–19, 20–12, 24–12, 22-11 | Parciales: 20–19, 20–12, 24–12, 22-11                  |                                                                                            |  |
|                    | Estadísticas A. Ndiaye 18 G. Dieng 13 J. Boissy 7 | Reporte Pts Reb Asts                  | Estadísticas 14 J. Awich 12 J. Awich 1 Cinco jugadores | Pabellón: Borg Al Arab Sports Hall Árbitros: Haytham Ihaqaf Claudio Eiuba Opeyemi Ogunleye |  |

## Segunda fase
Para esta ronda, los tres mejores equipos de un grupo se emparejan en un sector final con otros tres equipos mejores de otro grupo. Los del grupo A estarán compartiendo sector con los del grupo C y los del grupo B con los del grupo D. Todos los resultados de la primera ronda eliminatoria se trasladan a la segunda. Los dos primeros de cada grupo (E y F) clasifican a la Copa Mundial de Baloncesto de 2023 junto con el mejor tercero.
Los partidos de cada ventana se jugarán en una sola sede.
Todos los horarios son de la zona local.

#### Grupo E
| Pos. | Equipo          | PJ | G | P | PF  | PC  | DP   | Pts | Clasificación                                          |
| ---- | --------------- | -- | - | - | --- | --- | ---- | --- | ------------------------------------------------------ |
| 1    | Costa de Marfil | 10 | 8 | 2 | 739 | 664 | +75  | 18  | Clasificado para la Copa Mundial de Baloncesto de 2023 |
| 2    | Angola          | 10 | 8 | 2 | 735 | 618 | +117 | 18  | Clasificado para la Copa Mundial de Baloncesto de 2023 |
| 3    | Cabo Verde      | 10 | 6 | 4 | 735 | 700 | +35  | 16  | Posible mejor tercer equipo                            |
| 4    | Nigeria         | 10 | 5 | 5 | 742 | 704 | +38  | 15  |                                                        |
| 5    | Guinea          | 10 | 2 | 8 | 660 | 715 | −55  | 12  |                                                        |
| 6    | Uganda          | 10 | 1 | 9 | 647 | 857 | −210 | 11  |                                                        |

 Fuente: FIBA
Notas:
1. 1 2  Costa de Marfil 132-129 Angola.

Primera ventana
| 26 de agosto de 2022 | Guinea                                      | 48–65                                | Cabo Verde                                                        | Abiyán, Costa de Marfil                                                                              |  |
| 13:00 (UTC±0)        | Parciales: 11–21, 17–13, 6–17, 14–14        | Parciales: 11–21, 17–13, 6–17, 14–14 | Parciales: 11–21, 17–13, 6–17, 14–14                              | |  |
|                      | Estadísticas A. Sy 16 M. Keita 8 D. Diaby 3 | Reporte Pts Reb Asts                 | Estadísticas 15 E. Tavares 13 E. Tavares 4 I. Almeida, E. Tavares | Pabellón: Palacio de los Deportes de Treichville Árbitros: Tonton Banza Saber Rezgui Walelign Gebeto |  |

| 26 de agosto de 2022 | Angola                                                | 84–62                                 | Uganda                                                           | Abiyán, Costa de Marfil                                                                         |  |
| 16:00 (UTC±0)        | Parciales: 26–12, 30–15, 14–13, 14–22                 | Parciales: 26–12, 30–15, 14–13, 14–22 | Parciales: 26–12, 30–15, 14–13, 14–22                            |                                                                                                 |  |
|                      | Estadísticas B. Fernando 16 J. Bango 7 G. Gonçalves 7 | Reporte Pts Reb Asts                  | Estadísticas 17 D. Geu 8 I. Wainright 3 J. Komagum, E. Trinquier | Pabellón: Palacio de los Deportes de Treichville Árbitros: Harouna Maïga Babacar Gueye Guy Sani |  |

| 26 de agosto de 2022 | Costa de Marfil                                              | 78–66                                 | Nigeria                                           | Abiyán                                                                                               |  |
| 19:00 (UTC±0)        | Parciales: 14–14, 28–22, 18–16, 18–14                        | Parciales: 14–14, 28–22, 18–16, 18–14 | Parciales: 14–14, 28–22, 18–16, 18–14             | |  |
|                      | Estadísticas V. Fofana 25 V. Fofana 11 S. Diabate, J. Kebe 4 | Reporte Pts Reb Asts                  | Estadísticas 23 J. Okogie 11 C. Metu 3 I. Iroegbu | Pabellón: Palacio de los Deportes de Treichville Árbitros: Cherubin Leslie Amr Aboollo Arnold Moseya |  |

| 27 de agosto de 2022 | Cabo Verde                                            | 58–65                                | Angola                                                  | Abiyán, Costa de Marfil                                                                                 |  |
| 13:00 (UTC±0)        | Parciales: 14–14, 22–14, 9–16, 13–21                  | Parciales: 14–14, 22–14, 9–16, 13–21 | Parciales: 14–14, 22–14, 9–16, 13–21                    | |  |
|                      | Estadísticas J. Almeida 12 E. Tavares 16 I. Almeida 3 | Reporte Pts Reb Asts                 | Estadísticas 13 J. Bango 8 B. Fernando 2 Tres jugadores | Pabellón: Palacio de los Deportes de Treichville Árbitros: Cherubin Leslie Youssouf Maiga Arnold Moseya |  |

| 27 de agosto de 2022 | Nigeria                                          | 89–70                                | Guinea                                         | Abiyán, Costa de Marfil                                                                            |  |
| 16:00 (UTC±0)        | Parciales: 24–15, 20–20, 21–15, 6–10             | Parciales: 24–15, 20–20, 21–15, 6–10 | Parciales: 24–15, 20–20, 21–15, 6–10           | |  |
|                      | Estadísticas A. Egekeze 14 C. Metu 8 J. Okogie 6 | Reporte Pts Reb Asts                 | Estadísticas 17 D. Diaby 5 T. Keita 4 D. Diaby | Pabellón: Palacio de los Deportes de Treichville Árbitros: Amr Aboollo Walelign Gebeto Didier Gaga |  |

| 27 de agosto de 2022 | Uganda                                             | 80–91                                 | Costa de Marfil                                        | Abiyán                                                                                      |  |
| 19:00 (UTC±0)        | Parciales: 19–27, 31–19, 13–18, 17–27              | Parciales: 19–27, 31–19, 13–18, 17–27 | Parciales: 19–27, 31–19, 13–18, 17–27                  |                                                                                             |  |
|                      | Estadísticas R. Opong 18 I. Wainright 7 J. Enabu 5 | Reporte Pts Reb Asts                  | Estadísticas 24 A. Poythress 9 S. Konaté 11 S. Diabate | Pabellón: Palacio de los Deportes de Treichville Árbitros: Tonton Banza Mbaye Seye Guy Sani |  |

| 28 de agosto de 2022 | Angola                                                           | 70–67                                | Nigeria                                           | Abiyán, Costa de Marfil                                                                          |  |
| 13:00 (UTC±0)        | Parciales: 18–16, 9–13, 23–16, 20–22                             | Parciales: 18–16, 9–13, 23–16, 20–22 | Parciales: 18–16, 9–13, 23–16, 20–22              |                                                                                                  |  |
|                      | Estadísticas J. Bango, G. Gonçalves 12 B. Fernando 6 C. Dundão 3 | Reporte Pts Reb Asts                 | Estadísticas 18 A. Egekeze 10 C. Metu 3 J. Okogie | Pabellón: Palacio de los Deportes de Treichville Árbitros: Amr Aboollo Youssouf Maiga Mbaye Seye |  |

| 28 de agosto de 2022 | Guinea                                          | 76–69                                 | Uganda                                        | Abiyán, Costa de Marfil                                                                        |  |
| 16:00 (UTC±0)        | Parciales: 20–15, 11–18, 16–18, 29–18           | Parciales: 20–15, 11–18, 16–18, 29–18 | Parciales: 20–15, 11–18, 16–18, 29–18         |                                                                                                |  |
|                      | Estadísticas S. Evans 32 C. Condé 12 S. Evans 6 | Reporte Pts Reb Asts                  | Estadísticas 20 R. Opong 10 D. Geu 4 J. Enabu | Pabellón: Palacio de los Deportes de Treichville Árbitros: Saber Rezgui Guy Sani Arnold Moseya |  |

| 28 de agosto de 2022 | Costa de Marfil                                                                | 77–69                                | Cabo Verde                                            | Abiyán                                                                                                  |  |
| 19:00 (UTC±0)        | Parciales: 16–14, 23–8, 26–24, 12–23                                           | Parciales: 16–14, 23–8, 26–24, 12–23 | Parciales: 16–14, 23–8, 26–24, 12–23                  | |  |
|                      | Estadísticas S. Konaté, A. Poythress 16 A. Poythress 7 M. Dadiet, S. Diabate 5 | Reporte Pts Reb Asts                 | Estadísticas 23 E. Tavares 14 E. Tavares 6 I. Almeida | Pabellón: Palacio de los Deportes de Treichville Árbitros: Tonton Banza Cherubin Leslie Walelign Gebeto |  |

Segunda ventana
| 24 de febrero de 2023 | Nigeria                                          | 72–63                                 | Costa de Marfil                                     | Luanda, Angola                                                                         |  |
| 14:00 (UTC+1)         | Parciales: 16-15, 14-19, 23-14, 19-15            | Parciales: 16-15, 14-19, 23-14, 19-15 | Parciales: 16-15, 14-19, 23-14, 19-15               |                                                                                        |  |
|                       | Estadísticas V. Ezeh 18 I. Otobo 13 M. Afuwape 5 | Reporte Pts Reb Asts                  | Estadísticas 19 J. Dally 10 V. Fofana 11 S. Diabate | Pabellón: Pavilhão Multiusos de Luanda Árbitros: Kerem Baki Wael Mostafa Arnold Moseya |  |

| 24 de febrero de 2023 | Cabo Verde                                         | 78–70                                | Guinea                                       | Luanda, Angola                                                                                 |  |
| 16:30 (UTC+1)         | Parciales: 13-24, 31-13, 18-24, 16-9               | Parciales: 13-24, 31-13, 18-24, 16-9 | Parciales: 13-24, 31-13, 18-24, 16-9         |                                                                                                |  |
|                       | Estadísticas W. Tavares 20 B. Gomes 9 W. Tavares 5 | Reporte Pts Reb Asts                 | Estadísticas 23 C. Condé 12 C. Condé 4 A. Sy | Pabellón: Pavilhão Multiusos de Luanda Árbitros: Tonton Banza Arnaud Kom Njilo Jean Ruhamiriza |  |

| 24 de febrero de 2023 | Uganda                                                               | 49–82                                | Angola                                               | Luanda                                                                                     |  |
| 19:00 (UTC+1)         | Parciales: 9-17, 19-17, 10-25, 11-23                                 | Parciales: 9-17, 19-17, 10-25, 11-23 | Parciales: 9-17, 19-17, 10-25, 11-23                 |                                                                                            |  |
|                       | Estadísticas F. Baale 15 T. Odeke, J. Okello 6 J. Kizito, J. Enabu 4 | Reporte Pts Reb Asts                 | Estadísticas 16 C. Dundão 9 M. Valente 5 G. Domingos | Pabellón: Pavilhão Multiusos de Luanda Árbitros: Cherubin Leslie Mbaye Seye Youssouf Maiga |  |

| 25 de febrero de 2023 | Guinea                                      | 59–62                                | Nigeria                                                               | Luanda, Angola                                                                                  |  |
| 14:00 (UTC+1)         | Parciales: 13-13, 22-18, 13-8, 11-23        | Parciales: 13-13, 22-18, 13-8, 11-23 | Parciales: 13-13, 22-18, 13-8, 11-23                                  |                                                                                                 |  |
|                       | Estadísticas C. Condé 25 A. Kaba 11 A. Sy 8 | Reporte Pts Reb Asts                 | Estadísticas 16 V. Ezeh, M. Darambola 6 I. Otobo 3 M. Afuwape, I. Agu | Pabellón: Pavilhão Multiusos de Luanda Árbitros: Wael Mostafa Cherubin Leslie Sara El-Sharnouby |  |

| 25 de febrero de 2023 | Costa de Marfil                               | 89–44                                 | Uganda                                                        | Luanda, Angola                                                                                |  |
| 16:30 (UTC+1)         | Parciales: 31-10, 19-11, 17-13, 22-10         | Parciales: 31-10, 19-11, 17-13, 22-10 | Parciales: 31-10, 19-11, 17-13, 22-10                         |                                                                                               |  |
|                       | Estadísticas S. Dieng 23 M. Kone 7 S. Dieng 8 | Reporte Pts Reb Asts                  | Estadísticas 11 J. Kizito 10 S. Mugerwa 2 J. Okello, T. Odeke | Pabellón: Pavilhão Multiusos de Luanda Árbitros: Arnaud Kom Njilo Arnold Moseya Babacar Gueye |  |

| 25 de febrero de 2023 | Angola                                            | 80–67                                 | Cabo Verde                                                          | Luanda                                                                                   |  |
| 19:00 (UTC+1)         | Parciales: 20-18, 23-18, 21-16, 16-15             | Parciales: 20-18, 23-18, 21-16, 16-15 | Parciales: 20-18, 23-18, 21-16, 16-15                               |                                                                                          |  |
|                       | Estadísticas C. Dundão 23 C. Dundão 6 C. Dundão 7 | Reporte Pts Reb Asts                  | Estadísticas 14 I. Almeida, B. Gomes 15 E. Tavares 2 Tres jugadores | Pabellón: Pavilhão Multiusos de Luanda Árbitros: Kerem Baki Tonton Banza Jean Ruhamiriza |  |

| 26 de febrero de 2023 | Uganda                                                     | 47–88                               | Guinea                                       | Luanda, Angola                                                                          |  |
| 13:00 (UTC+1)         | Parciales: 16-25, 20-20, 9-25, 2-18                        | Parciales: 16-25, 20-20, 9-25, 2-18 | Parciales: 16-25, 20-20, 9-25, 2-18          |                                                                                         |  |
|                       | Estadísticas T. Odeke 12 J. Okello 9 J. Enabu, J. Okello 3 | Reporte Pts Reb Asts                | Estadísticas 25 C. Condé 10 C. Condé 4 A. Sy | Pabellón: Pavilhão Multiusos de Luanda Árbitros: Babacar Gueye Claudio Eiuba Mbaye Seye |  |

| 26 de febrero de 2023 | Cabo Verde                                                                  | 79–64                                | Costa de Marfil                                           | Luanda, Angola                                                                              |  |
| 15:30 (UTC+1)         | Parciales: 14-24, 28-6, 23-21, 14-13                                        | Parciales: 14-24, 28-6, 23-21, 14-13 | Parciales: 14-24, 28-6, 23-21, 14-13                      |                                                                                             |  |
|                       | Estadísticas I. Almeida 20 I. Almeida, E. Tavares 5 E. Tavares, J. Xavier 3 | Reporte Pts Reb Asts                 | Estadísticas 12 S. Diabate 5 Tres jugadores 10 S. Diabate | Pabellón: Pavilhão Multiusos de Luanda Árbitros: Wael Mostafa Arnold Moseya Cherubin Leslie |  |

| 26 de febrero de 2023 | Nigeria                                         | 59–65                                | Angola                                               | Luanda                                                                                      |  |
| 18:00 (UTC+1)         | Parciales: 15-18, 14-18, 9-19, 21-10            | Parciales: 15-18, 14-18, 9-19, 21-10 | Parciales: 15-18, 14-18, 9-19, 21-10                 |                                                                                             |  |
|                       | Estadísticas I. Agu 26 V. Anthony 7 J. Anaiye 3 | Reporte Pts Reb Asts                 | Estadísticas 10 K. Kokila 8 T. Dó 3 Cuatro jugadores | Pabellón: Pavilhão Multiusos de Luanda Árbitros: Kerem Baki Arnaud Kom Njilo Youssouf Maiga |  |

#### Grupo F
| Pos. | Equipo                          | PJ | G  | P | PF  | PC  | DP   | Pts | Clasificación                                          |
| ---- | ------------------------------- | -- | -- | - | --- | --- | ---- | --- | ------------------------------------------------------ |
| 1    | Sudán del Sur                   | 12 | 11 | 1 | 943 | 773 | +170 | 23  | Clasificado para la Copa Mundial de Baloncesto de 2023 |
| 2    | Egipto                          | 12 | 8  | 4 | 881 | 766 | +115 | 20  | Clasificado para la Copa Mundial de Baloncesto de 2023 |
| 3    | Senegal                         | 12 | 7  | 5 | 870 | 792 | +78  | 19  | Posible mejor tercer equipo                            |
| 4    | Túnez                           | 12 | 6  | 6 | 772 | 750 | +22  | 18  |                                                        |
| 5    | República Democrática del Congo | 12 | 5  | 7 | 684 | 779 | −95  | 17  |                                                        |
| 6    | Camerún                         | 12 | 4  | 8 | 773 | 818 | −45  | 16  |                                                        |

 Fuente: FIBA
Primera ventana
| 26 de agosto de 2022 | República Democrática del Congo                      | 69–71                                | Camerún                                                  | Monastir, Túnez                                                                      |  |
| 16:30 (UTC+1)        | Parciales: 5-21, 15-13, 23-18, 26-19                 | Parciales: 5-21, 15-13, 23-18, 26-19 | Parciales: 5-21, 15-13, 23-18, 26-19                     |                                                                                      |  |
|                      | Estadísticas J. Kuminga 18 J. Ntambwe 7 M. Kabongo 3 | Reporte Pts Reb Asts                 | Estadísticas 17 C. Minlend 8 C. Minlend 3 Tres jugadores | Pabellón: Salle Mohamed Mzali Árbitros: Hassane Kamaté Wael Mostafa Diallo Mahamadou |  |

| 26 de agosto de 2022 | Egipto                                            | 67–61                                 | Túnez                                                                        | Monastir                                                                               |  |
| 19:30 (UTC+1)        | Parciales: 13-21, 20-12, 21-10, 13-18             | Parciales: 13-21, 20-12, 21-10, 13-18 | Parciales: 13-21, 20-12, 21-10, 13-18                                        |                                                                                        |  |
|                      | Estadísticas E. Saleh 18 A. Marei 13 A. Mahmoud 5 | Reporte Pts Reb Asts                  | Estadísticas 19 S. Mejri 10 M. Ben Romdhane 4 M. Ben Romdhane, M. El Mabrouk | Pabellón: Salle Mohamed Mzali Árbitros: António Bernardo Yann Davidson Jean Ruhamiriza |  |

| 26 de agosto de 2022 | Senegal                                         | 69–66                                | Sudán del Sur                                 | Monastir, Túnez                                                                            |  |
| 22:30 (UTC+1)        | Parciales: 17-11, 7-16, 18-16, 27-23            | Parciales: 17-11, 7-16, 18-16, 27-23 | Parciales: 17-11, 7-16, 18-16, 27-23          |                                                                                            |  |
|                      | Estadísticas G. Dieng 17 G. Dieng 15 B. Badio 8 | Reporte Pts Reb Asts                 | Estadísticas 16 B. Kuol 9 D. Acuoth 5 S. Dech | Pabellón: Salle Mohamed Mzali Árbitros: Kingsley Ojeaburu Sofiane Si Youcef Rédouane Darif |  |

| 27 de agosto de 2022 | Camerún                                      | 74–86                                | Egipto                                                     | Monastir, Túnez                                                                        |  |
| 16:30 (UTC+1)        | Parciales: 19-21, 25-26, 4-19, 26-20         | Parciales: 19-21, 25-26, 4-19, 26-20 | Parciales: 19-21, 25-26, 4-19, 26-20                       |                                                                                        |  |
|                      | Estadísticas F. Ateba 20 B. Awana 6 P. Lee 7 | Reporte Pts Reb Asts                 | Estadísticas 19 A. Marei 9 A. Marei 5 A. Gendy, A. Mahmoud | Pabellón: Salle Mohamed Mzali Árbitros: Yann Davidson Rédouane Darif Silver Houngbédji |  |

| 27 de agosto de 2022 | Túnez                                                            | 63–73                                 | Senegal                                        | Monastir                                                                                   |  |
| 19:30 (UTC+1)        | Parciales: 23-14, 17-19, 10-21, 13-19                            | Parciales: 23-14, 17-19, 10-21, 13-19 | Parciales: 23-14, 17-19, 10-21, 13-19          |                                                                                            |  |
|                      | Estadísticas M. Roll, Y. Toumi 14 F. Lahyani 8 M. Ben Romdhane 5 | Reporte Pts Reb Asts                  | Estadísticas 20 G. Dieng 13 I. Faye 5 B. Badio | Pabellón: Salle Mohamed Mzali Árbitros: António Bernardo Kingsley Ojeaburu Jean Ruhamiriza |  |

| 27 de agosto de 2022 | Sudán del Sur                             | 101–58                               | República Democrática del Congo                      | Monastir, Túnez                                                                           |  |
| 22:30 (UTC+1)        | Parciales: 25-4, 24-16, 22-25, 30-13      | Parciales: 25-4, 24-16, 22-25, 30-13 | Parciales: 25-4, 24-16, 22-25, 30-13                 |                                                                                           |  |
|                      | Estadísticas M. Deng 19 K. Bar 7 K. Bar 4 | Reporte Pts Reb Asts                 | Estadísticas 16 J. Kuminga 7 S. Munanga 4 J. Kuminga | Pabellón: Salle Mohamed Mzali Árbitros: Sofiane Si Youcef Opeyemi Ogunleye Haytham Ihaqaf |  |

| 28 de agosto de 2022 | Senegal                                         | 90–71                                 | Camerún                                       | Monastir, Túnez                                                                         |  |
| 16:30 (UTC+1)        | Parciales: 27-20, 21-15, 18-24, 24-12           | Parciales: 27-20, 21-15, 18-24, 24-12 | Parciales: 27-20, 21-15, 18-24, 24-12         |                                                                                         |  |
|                      | Estadísticas B. Badio 22 G. Dieng 13 B. Badio 8 | Reporte Pts Reb Asts                  | Estadísticas 13 B. Mbala 11 B. Mbala 6 P. Lee | Pabellón: Salle Mohamed Mzali Árbitros: Sofiane Si Youcef Rédouane Darif Haytham Ihaqaf |  |

| 28 de agosto de 2022 | República Democrática del Congo                          | 45–57                               | Túnez                                                       | Monastir                                                                                 |  |
| 19:30 (UTC+1)        | Parciales: 12-26, 6-11, 13-11, 14-9                      | Parciales: 12-26, 6-11, 13-11, 14-9 | Parciales: 12-26, 6-11, 13-11, 14-9                         |                                                                                          |  |
|                      | Estadísticas J. Kuminga 19 J. Kuminga 8 Tres jugadores 2 | Reporte Pts Reb Asts                | Estadísticas 13 O. Abada 6 M. Ghyaza, M. Hdidane 7 O. Abada | Pabellón: Salle Mohamed Mzali Árbitros: Kingsley Ojeaburu Diallo Mahamadou Yann Davidson |  |

| 28 de agosto de 2022 | Egipto                                           | 65–85                                 | Sudán del Sur                                          | Monastir, Túnez                                                                           |  |
| 22:30 (UTC+1)        | Parciales: 14-25, 20-21, 21-24, 10-15            | Parciales: 14-25, 20-21, 21-24, 10-15 | Parciales: 14-25, 20-21, 21-24, 10-15                  |                                                                                           |  |
|                      | Estadísticas E. Saleh 22 A. Mahmoud 7 E. Saleh 6 | Reporte Pts Reb Asts                  | Estadísticas 18 S. Dech 10 L. Acuil 5 S. Dech, N. Omot | Pabellón: Salle Mohamed Mzali Árbitros: Hassane Kamaté António Bernardo Silver Houngbédji |  |

Segunda ventana
| 24 de febrero de 2023 | Camerún                                                               | 85–56                                 | República Democrática del Congo                       | Alejandría, Egipto                                                                     |  |
| 14:00 (UTC+2)         | Parciales: 14-25, 20-21, 21-24, 10-15                                 | Parciales: 14-25, 20-21, 21-24, 10-15 | Parciales: 14-25, 20-21, 21-24, 10-15                 |                                                                                        |  |
|                       | Estadísticas F. Ateba, C. Minlend 15 S. Gbetkom 6 J. Hill, R. Nyama 4 | Reporte Pts Reb Asts                  | Estadísticas 15 R. Nganga 8 E. Shonganya 6 M. Mutuale | Pabellón: Kamal Shalaby Hall Árbitros: Hassane Kamaté António Bernardo Walelign Gebeto |  |

| 24 de febrero de 2023 | Sudán del Sur                               | 83–75                                 | Senegal                                        | Alejandría, Egipto                                                                 |  |
| 16:30 (UTC+2)         | Parciales: 22-21, 23-23, 14-19, 24-12       | Parciales: 22-21, 23-23, 14-19, 24-12 | Parciales: 22-21, 23-23, 14-19, 24-12          |                                                                                    |  |
|                       | Estadísticas N. Omot 26 S. Dech 9 S. Dech 6 | Reporte Pts Reb Asts                  | Estadísticas 29 B. Badio 7 Y. Ndoye 6 B. Badio | Pabellón: Kamal Shalaby Hall Árbitros: Didier Gaga Yann Davidson Sofiane Si Youcef |  |

| 24 de febrero de 2023 | Túnez                                                         | 67–71                                 | Egipto                                                        | Alejandría                                                                               |  |
| 19:00 (UTC+2)         | Parciales: 17-17, 14-18, 14-20, 22-16                         | Parciales: 17-17, 14-18, 14-20, 22-16 | Parciales: 17-17, 14-18, 14-20, 22-16                         |                                                                                          |  |
|                       | Estadísticas M. Ben Romdhane 22 M. Ben Romdhane 12 O. Abada 4 | Reporte Pts Reb Asts                  | Estadísticas 23 E. Saleh 12 A. Mahmoud 3 A. Gendy, A. Mahmoud | Pabellón: Kamal Shalaby Hall Árbitros: Andris Aunkrogers Diallo Mahamadou Haytham Ihaqaf |  |

| 25 de febrero de 2023 | República Democrática del Congo                                | 61–82                                 | Sudán del Sur                                       | Alejandría, Egipto                                                                |  |
| 14:00 (UTC+2)         | Parciales: 21-20, 12-21, 10-20, 18-21                          | Parciales: 21-20, 12-21, 10-20, 18-21 | Parciales: 21-20, 12-21, 10-20, 18-21               |                                                                                   |  |
|                       | Estadísticas M. Kamba 18 G. Kande, E. Shonganya 5 M. Mutuale 8 | Reporte Pts Reb Asts                  | Estadísticas 18 M. Deng 4 Cinco jugadores 9 P. Wang | Pabellón: Kamal Shalaby Hall Árbitros: António Bernardo Amr Aboollo Yann Davidson |  |

| 25 de febrero de 2023 | Senegal                                          | 53–70                                 | Túnez                                                        | Alejandría, Egipto                                                                     |  |
| 16:30 (UTC+2)         | Parciales: 13-13, 16-17, 13-23, 11-17            | Parciales: 13-13, 16-17, 13-23, 11-17 | Parciales: 13-13, 16-17, 13-23, 11-17                        |                                                                                        |  |
|                       | Estadísticas L. Sambe 14 M. N'Diaye 7 B. Badio 5 | Reporte Pts Reb Asts                  | Estadísticas 26 O. Abada 10 M. Ben Romdhane 3 Tres jugadores | Pabellón: Kamal Shalaby Hall Árbitros: Andris Aunkrogers Sofiane Si Youcef Didier Gaga |  |

| 25 de febrero de 2023 | Egipto                                                | 63–71                                 | Camerún                                                     | Alejandría                                                                            |  |
| 19:00 (UTC+2)         | Parciales: 14-24, 11-20, 21-12, 17-15                 | Parciales: 14-24, 11-20, 21-12, 17-15 | Parciales: 14-24, 11-20, 21-12, 17-15                       |                                                                                       |  |
|                       | Estadísticas A. Gendy 18 A. Marei 12 Y. Aboushousha 3 | Reporte Pts Reb Asts                  | Estadísticas 18 B. Mbala 10 J. Bayehe 3 J. Hill, C. Minlend | Pabellón: Kamal Shalaby Hall Árbitros: Hassane Kamaté Diallo Mahamadou Haytham Ihaqaf |  |

| 26 de febrero de 2023 | Camerún                                                   | 63–89                                | Senegal                                      | Alejandría, Egipto                                                                 |  |
| 14:00 (UTC+2)         | Parciales: 9-16, 25-23, 14-24, 15-26                      | Parciales: 9-16, 25-23, 14-24, 15-26 | Parciales: 9-16, 25-23, 14-24, 15-26         |                                                                                    |  |
|                       | Estadísticas J. Bayehe, R. Nyama 12 J. Bayehe 8 J. Hill 8 | Reporte Pts Reb Asts                 | Estadísticas 30 B. Sané 9 B. Sané 9 B. Badio | Pabellón: Kamal Shalaby Hall Árbitros: Didier Gaga Haytham Ihaqaf Diallo Mahamadou |  |

| 26 de febrero de 2023 | Túnez                                                      | 68–72                                             | República Democrática del Congo                               | Alejandría, Egipto                                                                  |  |
| 16:30 (UTC+2)         | Parciales: 13-13, 13-11, 18-18, 19-21 (T.E.: 5-9)          | Parciales: 13-13, 13-11, 18-18, 19-21 (T.E.: 5-9) | Parciales: 13-13, 13-11, 18-18, 19-21 (T.E.: 5-9)             |                                                                                     |  |
|                       | Estadísticas O. Abada 20 F. Lahyani 10 O. Abada, M. Roll 4 | Reporte Pts Reb Asts                              | Estadísticas 17 R. Nganga, M. Kamba 13 J. Sakho 10 M. Mutuale | Pabellón: Kamal Shalaby Hall Árbitros: Hassane Kamaté Amr Aboollo Silver Houngbédji |  |

| 26 de febrero de 2023 | Sudán del Sur                                             | 97–77                                | Egipto                                          | Alejandría                                                                              |  |
| 19:00 (UTC+2)         | Parciales: 27-19, 15-30, 30-19, 25-9                      | Parciales: 27-19, 15-30, 30-19, 25-9 | Parciales: 27-19, 15-30, 30-19, 25-9            |                                                                                         |  |
|                       | Estadísticas K. Kuany, M. Deng 22 P. Wang 8 M. Gatkuoth 6 | Reporte Pts Reb Asts                 | Estadísticas 42 A. Gendy 9 A. Khalaf 4 A. Gendy | Pabellón: Kamal Shalaby Hall Árbitros: Andris Aunkrogers Yann Davidson António Bernardo |  |

#### Mejor tercer equipo
Debido a la descalificación de Malí en la primera ronda, para determinar al mejor tercer equipo no se tuvieron en cuenta los partidos de los equipos en la última posición del grupo B (Ruanda) o grupo D (Kenia).
| Pos. | Grp | Equipo     | PJ | G | P | PF  | PC  | DP  | Pts | Clasificación                                          |
| ---- | --- | ---------- | -- | - | - | --- | --- | --- | --- | ------------------------------------------------------ |
| 1    | E   | Cabo Verde | 10 | 6 | 4 | 735 | 700 | +35 | 16  | Clasificado para la Copa Mundial de Baloncesto de 2023 |
| 2    | F   | Senegal    | 10 | 5 | 5 | 684 | 683 | +1  | 15  | No clasifica                                           |

 Fuente: FIBA

## Clasificados
| Angola | Cabo Verde | Costa de Marfil | Egipto | Sudán del Sur |

## Líderes estadísticos
| Categoría   | Jugador        | Promedio |
| ----------- | -------------- | -------- |
| Puntos      | Shannon Evans  | 19,2     |
| Rebotes     | Walter Tavares | 11,7     |
| Asistencias | Brancou Badio  | 6,6      |
| Robos       | Childe Dundão  | 3,3      |
| Bloqueos    | Kendall Gray   | 3,2      |
| Minutos     | Shannon Evans  | 34,4     |
| Eficiencia  | Walter Tavares | 23,4     |

| Categoría   | Equipo          | Promedio |
| ----------- | --------------- | -------- |
| Puntos      | Sudán del Sur   | 78,6     |
| Rebotes     | Senegal         | 46,2     |
| Asistencias | Costa de Marfil | 18,2     |
| Robos       | Angola          | 15,1     |
| Bloqueos    | Senegal         | 3,8      |
| Eficiencia  | Sudán del Sur   | 91,1     |